# Biskupice (powiat zawierciański)
Biskupice – wieś w Polsce, położona w województwie śląskim, w powiecie zawierciańskim, w gminie Pilica, przy drodze wojewódzkiej nr 790.
| SIMC    | Nazwa     | Rodzaj    |
| ------- | --------- | --------- |
| 0219098 | Domki     | część wsi |
| 0219106 | Owczarnia | część wsi |

W latach 1975–1998 wieś należała administracyjnie do województwa katowickiego.
We wsi znajduje się cmentarz wojenny z 1918.